# Wear Valley
Wear Valley was tot 1 april 2009 een Engels district in het graafschap Durham en telt 61.339 inwoners. De oppervlakte bedraagt 503,0 km².
Van de bevolking is 17,7% ouder dan 65 jaar. De werkloosheid bedraagt 4,7% van de beroepsbevolking (cijfers volkstelling 2001).

## Plaatsen in district Wear Valley
- Bishop Auckland
- Willington